# 肿瘤坏死因子
肿瘤坏死因子（TNF）旧称肿瘤坏死因子-α（TNF-α）以区别肿瘤坏死因子-β，属肿瘤坏死因子超家族一员，是一种涉及到系统性炎症的细胞因子，同时也是属于引起急相反应的众多细胞因子中的一员。主要由巨噬细胞分泌，不过有一些其它类型的细胞也能生产。 

## 功能
總括而言，腫瘤壞死因子能抑制不同種流感病毒的複製，擁有強大的抗病毒效果。肿瘤坏死因子的主要作用是调节免疫细胞的功能。作为一种内源性致热原，它能够促使发热，引起细胞凋亡，（通过诱使产生IL1和IL6）引发败血症，引起恶病体质，引发炎症，阻止肿瘤发生和病毒复制。 
肿瘤坏死因子生产的失调被认为与许多人类疾病有关，包括阿茲海默症、癌症、重性抑郁障碍和肠炎。虽然仍有争议，不过当前的研究认为肿瘤坏死因子α的水平与抑郁和肠炎有关。基因工程生产的肿瘤坏死因子被用作免疫兴奋剂（国际非专利药品名称为他索纳明）。肿瘤的恶变过程中，肿瘤坏死因子α常异位表达，而其过量表达同副甲狀腺素一道与引发继发性高钙血症和癌症有关。
炎症過程中釋放的TNF與H2O2誘導的BCa轉化有關，伴血吸蟲感染的BCa患者血清中TNF水平顯著升高。另外，T3及T4期患者TNF水平高於T1及T2早期患者，提示TNF水平可能有助於BCa的進展。由於TNF有助於BCa的形成和發展，故而可以作為評估BCa侵襲性和惡性程度的指標。

## 外部連結
- 醫學主題詞表（MeSH）：Tumor+Necrosis+Factor-alpha